# 西栄寺 (流山市)
西栄寺（さいえいじ）は、千葉県流山市にある真言宗豊山派の寺院。

## 概略と沿革
元々は1484年（文明12年）開山の「西福寺」と1515年（永正12年）開山の「西円寺」の両寺院であったが、寺運衰微ししたことと、県道改修のため1953年（昭和28年）に合併し、「西栄寺」として再出発したものである。
寺所有の観音菩薩立像は旧西福寺のもので、寝坊して会議に遅れたという伝説から「朝寝坊観音」の異名がある。

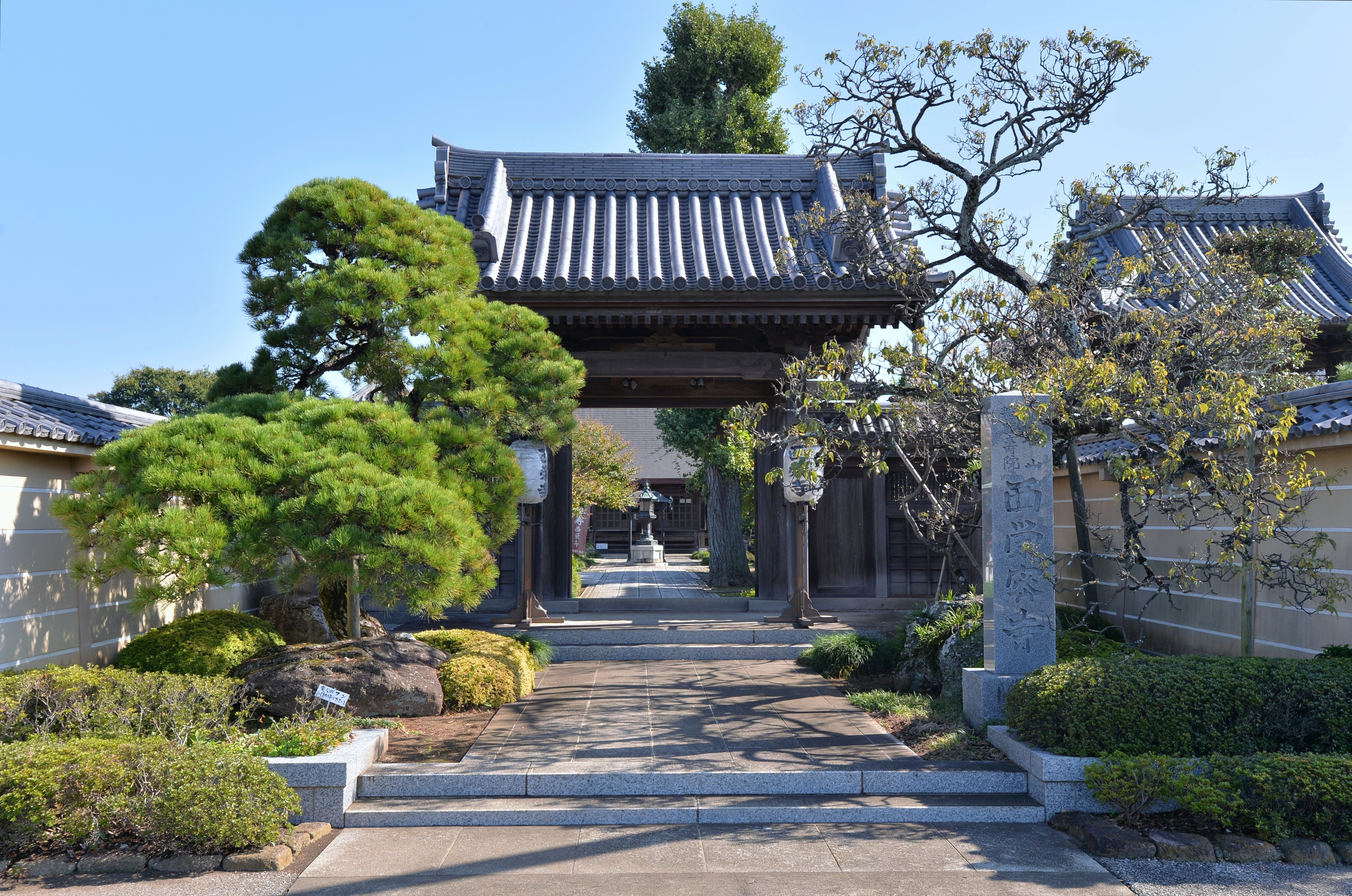
山門
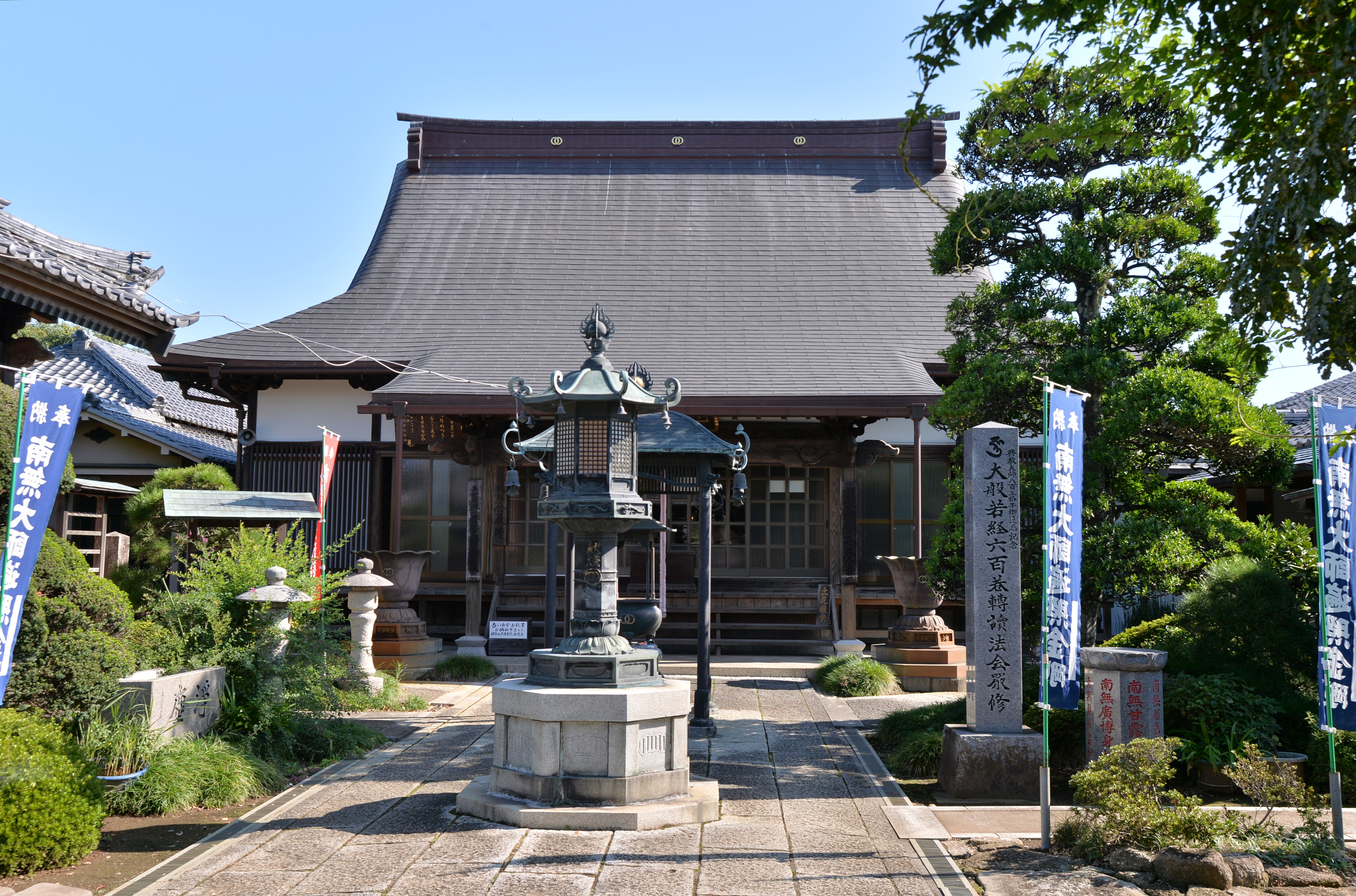
本堂
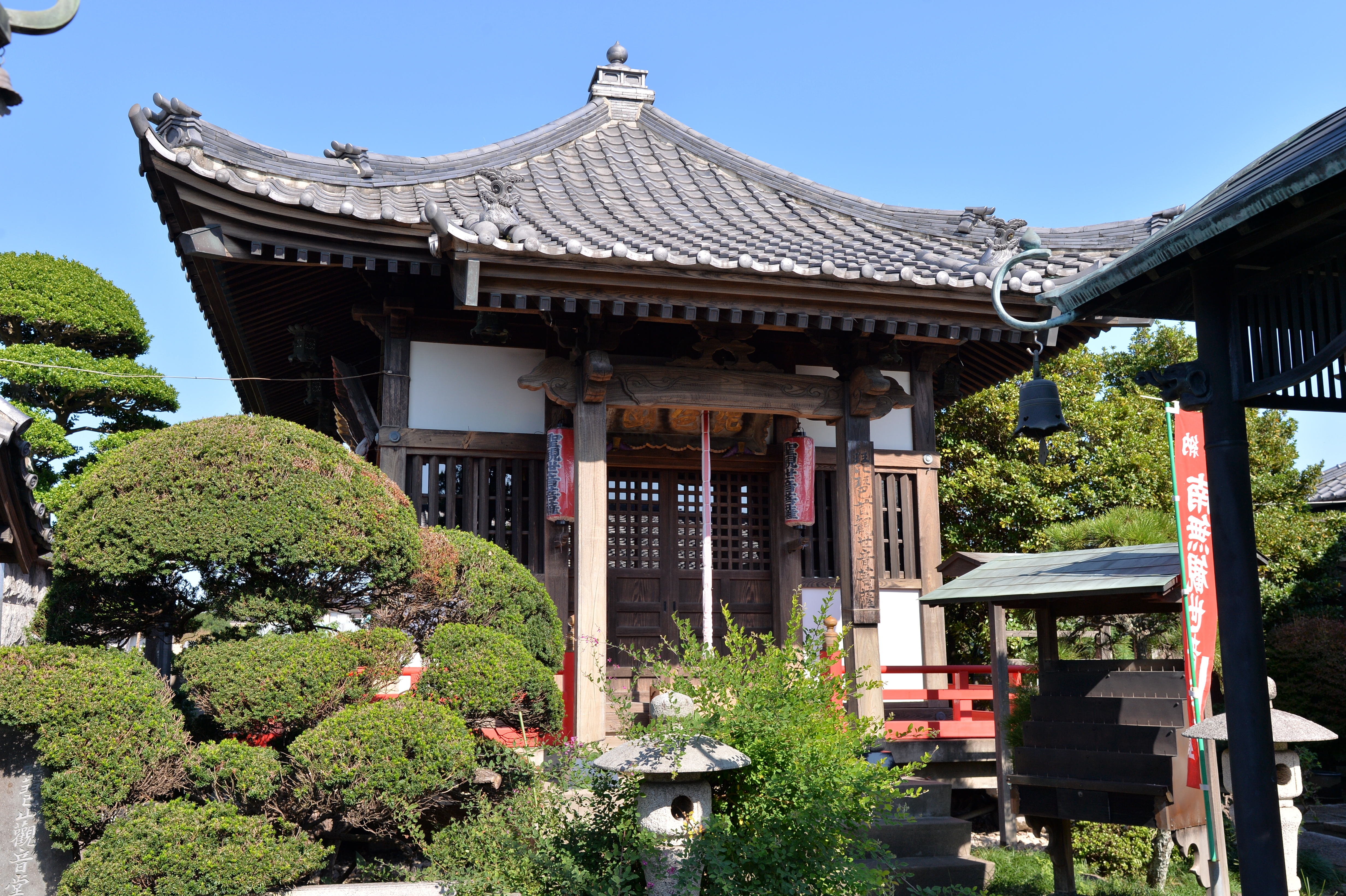
琵琶山観音堂

## 交通アクセス
- 京成バス桐ヶ谷バス停留所で下車。